# Histoire des Juifs en Australie
L'histoire des Juifs en Australie commence avec la colonisation britannique de l'Australie en 1788 et se poursuit jusqu'à nos jours. On recense plus de 110 000 Juifs dans le pays aujourd'hui et environ 80 synagogues.

## Histoire

### Époque coloniale (1788-1901)
Les premiers Juifs à arriver en Australie sont huit condamnés anglais transportés à Botany Bay en 1788, à bord de la première flotte qui établit la première colonie européenne sur le continent, sur le site de l'actuelle Sydney. Il est possible que ce nombre ait été plus important, jusqu'à seize individus. Durant les soixante années suivantes, on estime qu'une centaine d'autres prisonniers juifs débarquent en Australie, pour la plupart britanniques.
En 1817, une Hevra Kaddisha (société servant de pompes funèbres) est établie à Sydney.
Les premiers Juifs à partir de leur plein gré vers l'Australie arrivent en 1821. En 1828, il y a une centaine de Juifs dans la colonie britannique. Cette année, Phillip Joseph Cohen arrive sur l'île avec la permission du Grand-Rabbin britannique de réaliser des mariages juifs. Le premier mariage est célébré en 1932 entre Moses Joseph et Rosetta Nathan. La même année, une section du cimetière de Devonshire Street est dédiée aux Juifs. En 1938, la Jewish Philanthropic Society est établie.

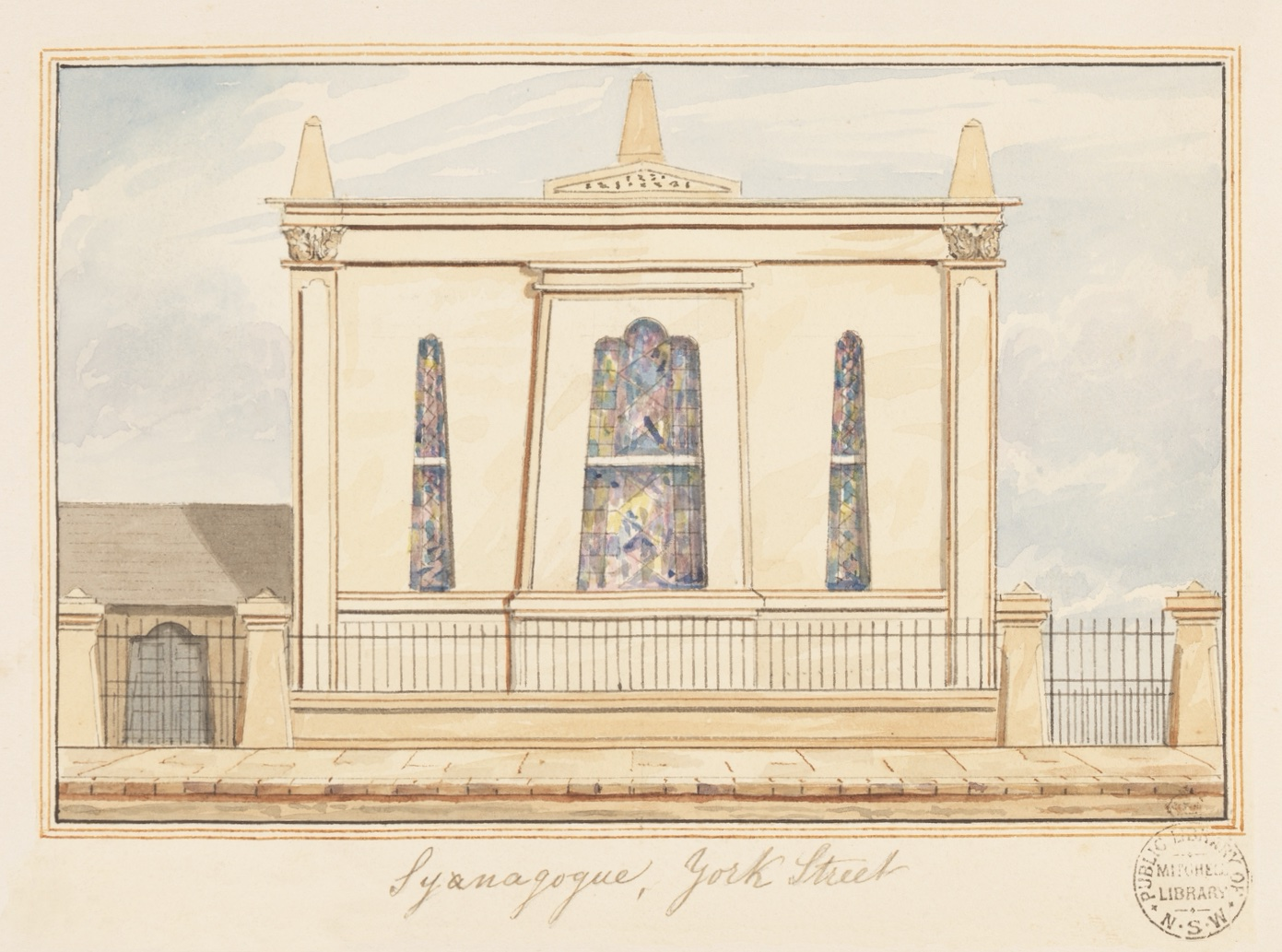
Synagogue de Sydney dans les années 1840

En 1841, la communauté juive en Australie compte plus de 1 000 membres. La première synagogue commence à être construite en 1843 à Hobart, elle est consacrée en 1845. La première synagogue à ouvrir est celle située à York Street à Sydney, en 1844. La même année, la Melbourne Hebrew Congregation ouvre à Melbourne.
La ruée vers l'or des années 1850 attire de nombreux Juifs. Entre 1851 et 1861, leur nombre triple, atteignant quasiment 5 500 individus.
La communauté juive est principalement composée de Juifs ashkénazes. Une petite communauté de Juifs séfarades existe durant la seconde moitié du XIXe siècle. Cependant, cette population diminue graduellement et la Congrégation séfarade est dissoute en 1873.
La Grande synagogue de Sydney (en), toujours en activité, ouvre en 1878.
En 1895, le premier journal juif d'Australie, le Hebrew Standard of Australasia, est publié à Sydney.
Au moment de l'indépendance en 1901, il y a plus de 15 000 juifs en Australie.

### 20e siècle
Lors du premier recensement national en Australie en 1911, on compte 17 287 Juifs sur une population totale de presque 4,5 millions.
Durant l'entre-deux guerres, une vague de Juifs arrive en Australie, surtout après l'arrivée des nazis au pouvoir en Allemagne en 1933. En 1938, le gouvernement australien prévoit de délivrer 15 000 visas pour les "victimes d’oppression." Entre 7 000 et 9000 Juifs, principalement d'Allemagne, d'Autriche et de Tchécoslovaquie, fuient les persécutions en Europe grâce à ce programme, avant qu'il soit arrêté à la suite du déclenchement de la Seconde Guerre mondiale.
On estime que 127 000 réfugiés émigrent en Australie entre la fin de la Seconde Guerre mondiale et 1961, surtout des survivants de l'Holocauste.
Le 23 décembre 1982, le consulat israélien à Sydney puis le club Hakoah, centre social de la communauté juive dans le quartier de Bondi, sont victimes d'attaques à la bombe et à la voiture piégée. Plusieurs personnes sont blessées. La police déclare qu'il s'agit d'un acte de « terrorisme international motivé par le nationalisme palestinien ».
Le premier musée sur le judaïsme est établi à Melbourne en 1977 sous le nom de Jewish Museum of Australia.
En 1999, la première congrégation conservatrice, issue du mouvement Massorti, est créée à Melbourne avec le président de la fondation John Rosenberg.

### 21e siècle

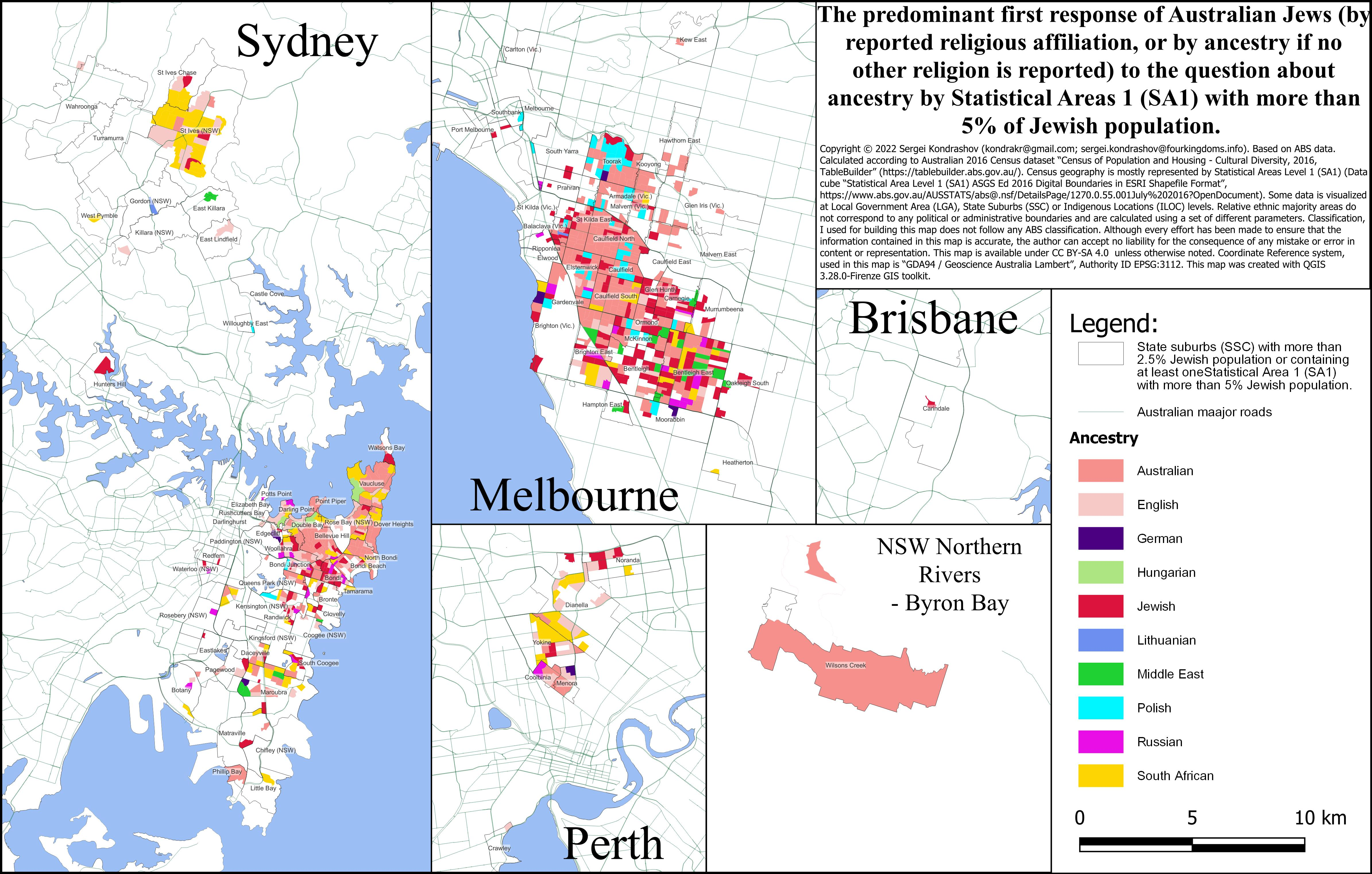
Origines des Juifs australiens (2022)

En 2012, la première congrégation juive humaniste, connue sous le nom de Kehilat Kolenu, est établie à Melbourne. La même année, une congrégation similaire a été créée à Sydney, connue sous le nom d'Ayelet HaShachar.
Le dernier recensement de 2021 recense près de 110 000 Juifs australiens revendiqués, soit 0,4% de la population. La majorité sont des Juifs ashkénazes.
En 2023, le Queensland Holocaust Museum and Education Centre ouvre à Brisbane. C'est le premier musée juif dans l’État du Queensland.

## Participation dans la société

### Politique
En 1854, Saul Samuel (en) est le premier juif à devenir législateur, au sein du Legislative Council for New South Wales.
En 1899, Vaiben Louis Solomon est Premier ministre d'Australie-Méridionale pendant une semaine, du 1er au 8 décembre. En 1931, Isaac Isaacs est le premier juif à être gouverneur général d'Australie. Zelman Cowen occupe le même poste entre 1977 et 1982.
En 2015, Linda Dessau devient Gouverneure du Victoria. C'est la première femme et la première personne juive à occuper ce poste.

### Armée
Durant la Première Guerre mondiale, le lieutenant-général John Monash dirige les troupes australiennes lors de la bataille de Gallipoli et sur le front de l'ouest. En tout, plus de 6 500 juifs ont servi dans les armées de l'Empire colonial britannique puis dans l'armée australienne. Près de 350 sont morts en opération.

### Arts et culture
Après avoir émigré en 1841, Isaac Nathan écrit les deux premiers opéras australiens, Merry Freaks in Troublous Times (en 1843) et Don John of Austria (en 1847).
Georges Mora (en), né Gunter Morawski in 1913 en Allemagne d'une famille juive polonaise, fuit vers Paris en 1930, puis émigre à Melbourne en 1949. Il crée la Gallerie Tolarno, qui accueille des expositions du mouvement d'avant-garde australien. Sa femme, Mirka Mora, contribue au développement de l'art contemporain dans le pays.
L'artiste allemand Ludwig Hirschfeld-Mack (en), déporté en Australie en 1940 avant d'en obtenir la nationalité, participe à l'introduction des principes du courant artistique du Bauhaus.
Joseph Brown est un collectionneur d'art polonais qui émigre en 1933. En 2004, il réalise la plus grande donation à une galerie publique en Australie en donnant une partie de sa collection d'art australien du XXe siècle à la National Gallery of Victoria.

## Antisémitisme
La vague de réfugiés juifs après la Seconde Guerre mondiale donne lieu à des nombreuses déclarations antisémites dans les journaux australiens et de la part de parlementaires. Des résolutions anti-immigration sont adoptées, soutenues par des groupes de pression comme la Returned Services League.
Des attaques ou incidents antisémites ont eu lieu et continuent d'être perpétrés à travers le pays. Le 23 décembre 1982, le consulat israélien à Sydney puis le club Hakoah, centre social de la communauté juive dans le quartier de Bondi, sont victimes d'attaques à la bombe et à la voiture piégée. Les synagogues et cimetières sont souvent la cible de vandalisme. Parmi les derniers exemples de profanations en date, on peut citer les tags de croix gammés sur des tombes juives à Maitland en 2023 ou l'incendie criminel d'une synagogue à Melbourne en décembre 2024.
Tous les ans, l'Executive Council of Australian Jewry (en) publie un rapport sur l'antisémitisme dans le pays, recensant le nombre d'incidents entre le 1er octobre et le 30 septembre de l'année suivante. En 2020-2021, 447 incidents antisémites sont signalés en Australie. Ils sont 478 en 2021-2022 et 495 en 2022-2023. Entre le 1er octobre 2023 et le 30 septembre 2024, 2 062 incidents sont recensés, soit une augmentation de 316%, dans le contexte de la guerre à Gaza (depuis le 7 octobre 2023).

## Mémoire et recherche
Plusieurs musées existent en Australie pour retracer l'histoire de la communauté dans le pays ou pour commémorer les victimes de l'Holocauste. Le Musée juif d'Australie (en) est établi en 1977 à Melbourne. Un site temporaire dédié ouvre en 1982 et le lieu actuel ouvre en 1995. Il contient plus de 20 000 objets sur l'immigration juive en Australie, l'histoire générale des Juifs, leurs rituels et festivités. Dans la même ville, le Musée de l'Holocauste de Melbourne (en) ouvre en 1984. Le Musée juif de Sydney (en) est créé en 1992 par John Saunders et l'Association australienne des Juifs survivants de l'Holocauste (Australian Association of Jewish Holocaust Survivors). Le Queensland Holocaust Museum ouvre à Brisbane en 2023.

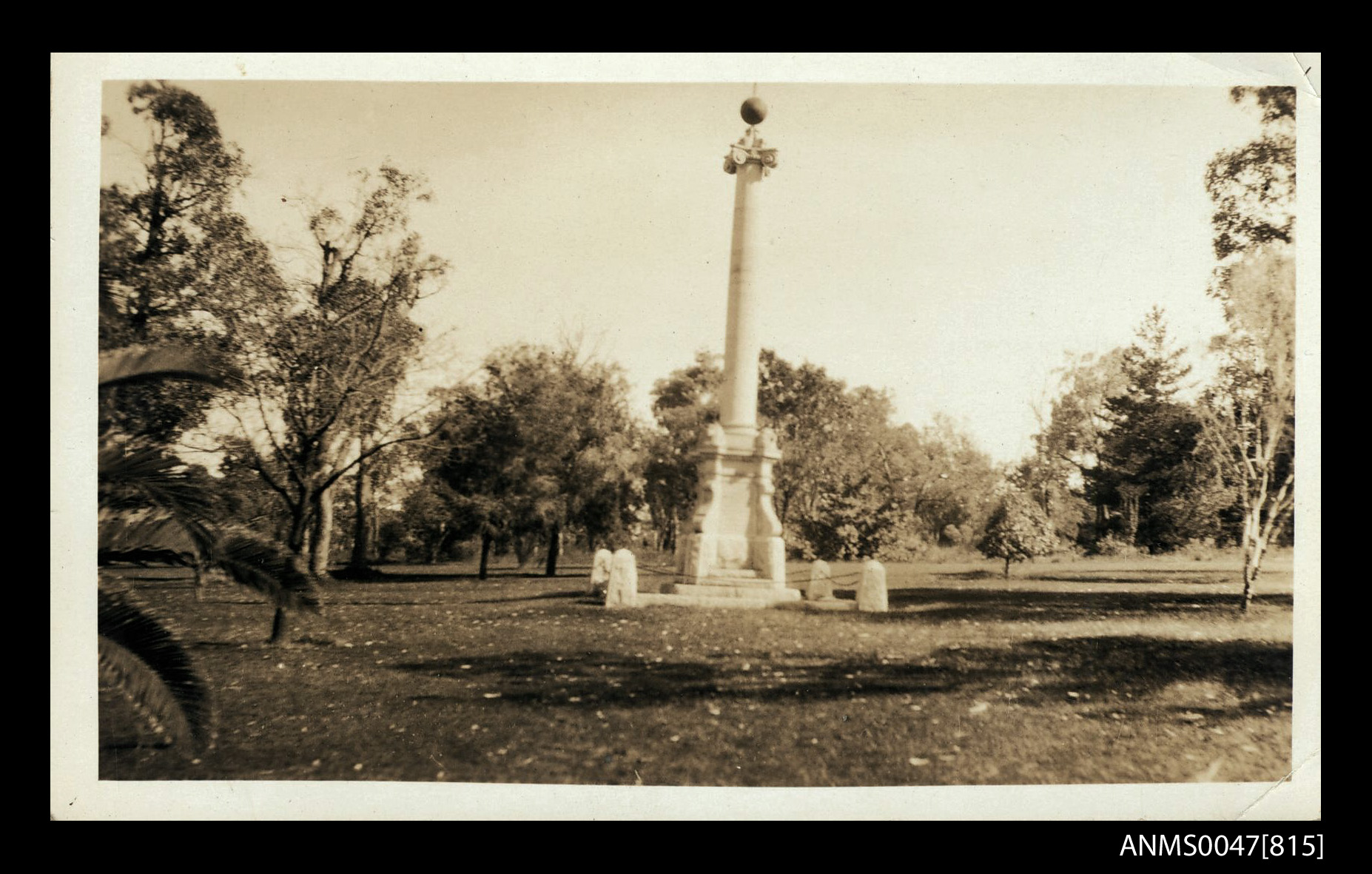
Mémorial juif à Perth.

En 1920, un mémorial juif est érigé dans Kings Park à Perth, en souvenir des Juifs morts pendant la Première Guerre mondiale. Une plaque est ajoutée en 1953 pour les morts de la Deuxième Guerre mondiale. En 2019, une autre plaque est ajoutée pour commémorer les deux soldats juifs tués lors de la Seconde guerre des Boers (1899-1902) en 1901. Un autre mémorial, situé dans le NSW Jewish Memorial Hall qui accueille aujourd'hui le Musée juif de Sydney, commémore les soldats juifs des deux guerres mondiales.
Plusieurs sociétés savantes et journaux académiques sont créés pour étudier le judaïsme en Australie. Depuis 1939, l'Australian Jewish Historical Society Journals est publié deux fois par an par l'Australian Jewish Historical Society (en). En 1987, l'Australian Association for Jewish Studies (en) est créée pour promouvoir les études juives. Elle publie l'Australian Journal of Jewish Studies.